# 원도사터
원도사터(猿島祀址)는 인천광역시 미추홀구 용현동에 있던 조선시대 원도(낙섬)에 두었던 제단 또는 사당이다. 2017년 7월 31일 인천 미추홀구의 향토문화유산 제4호로 지정되었다.

## 현지 안내문
원도사는 조선시대 원도(낙섬)에 두었던 제단 또는 사당을 말한다. 조선 전기 서해 여러 섬에서 지내던 원도를 모아서 지냈는데, 이 제사를 위해 마련한 시설이 원도사이다. 원도의 제사는 큰 산천과 바다에 지내던 국가 제사로 매년 봄 가을마다 인천의 수령이 국왕을 대신하여 제사를 주관하였고, 심한 가뭄이 들었을 때 기우제를 지냈다는 기록도 전한다. 원도에서의 제사는 19세기 들어 그 맥이 끊겼고, 원도사도 없어진 것으로 추정된다.
원도는 흔히 낙섬으로 부르던 작은 섬이다. 해발 27.4m에 면적은 620m2로 작약도보다 조금 작았고 부속도서로 소원도가 있었다. 병자호란 때 이윤생은 의병을 모아 이곳에서 청나라 군대에 맞서 싸웠다. 또한 1920년대 말 염전을 조성하여 낙섬까지 제방이 이어졌고 이 일대는 인천상륙작전 당시 연합군의 상륙지점으로 이용되기도 하였다. 이처럼 많은 이야기를 담고 있었던 낙섬은 1970년대 해안도로 개발과 매립으로 인해 지금은 그 흔적을 찾아보기 어렵다.